# Эндемик
Энде́мики, или энде́мы (от греч. ἔνδημος «местный») — специфическая составная часть какой-либо флоры, фауны. К эндемикам относят виды, роды, семейства или другие таксоны растений и животных, представители которых обитают на относительно ограниченном ареале, представлены небольшой географической областью. Эндемичные виды растений и животных, в связи с ограниченным ареалом и, следовательно, ограниченной численностью, часто заносятся в Красные книги как редкие или исчезающие виды.
Такая характеристика таксона, как ограниченный ареал, называется эндемизмом, которому противопоставляется космополитизм. Развитию эндемизма способствуют: географическая изоляция; климатические и эдафические условия; биотические факторы (паразитизм, конкуренция и т. п.). Для вида (или подвида) эндемизм может быть крайне ограничен весьма небольшой территорией. Например, ареал вербейника Lysimachia minoricensis составлял всего несколько квадратных километров на острове Менорка.
Наиболее богаты эндемичными формами океанические острова, изолированные горные долины и водоёмы, изолированные от других аналогичных по биотическим характеристикам водоёмов. В частности, во флоре на острове Святой Елены около 85 % видов эндемичны, а на Галапагосских островах — до 97 %. В фауне и флоре озера Байкал — до 75 % эндемиков.
Согласно «Британской энциклопедии», допустимо считать вид эндемиком относительно определённой выделяемой области, т. е. ареал вида должен быть ограничен пределами данной области, вне зависимости от размера.

## Классификация
В зависимости от ареала выделяют:
- Стеноэндемики
- Эвриэндемики
- Субэндемики

Наиболее редкими, представляющими наибольший интерес, являются стеноэндемики, распространение которых ограничено одним горным ущельем или горным массивом, или несколькими такими участками в пределах одного флористического района. Примером стеноэндемика является Мзымтелла жестколистная, которую можно встретить лишь в единственном месте на Земле — на берегу реки Мзымты в ущелье Ахцу, Ущелье Ахцу имеет протяжённость всего 3 км, а ширина (по дну) составляет несколько десятков метров.
Если ареал вида охватывает более обширную территорию, но не выходит за её пределы, то такой вид относят к эвриэндемикам. Стеноэндемики и эвриэндемики являются объектами первоочередной охраны, так как являются носителями редчайшего и неповторимого генофонда.
Другая категория эндемичных видов — субэндемики (или условные эндемики) имеют ареалы, которые выходят за пределы изучаемого региона на смежные территории. Например, для горных видов — это южный макросклон Большого Кавказа, для равнинных — территория соседних административных единиц. Эти виды также заслуживают особого внимания как охраняемые объекты.

## Палеоэндемики
Палеоэндемики — это представители древних таксонов, как правило, сохранившиеся до настоящего времени благодаря изолированности их мест обитания от более прогрессивных групп.
Наиболее яркими палеоэндемиками являются однопроходные (Monotremata) и сумчатые (Metatheria) млекопитающие Австралии. В настоящее время, в связи с завозом в Австралию множества видов других растений и животных, происходит вытеснение эндемичной флоры и фауны. Например, относительно большой ущерб природе Австралии нанесла интродукция кроликов и коз.
Палеоэндемики, являющиеся представителями наиболее древних групп, называются живыми ископаемыми и представляют большой интерес с точки зрения теории эволюции. Наиболее известные живые ископаемые — это рыба надотряда кистепёрых (Crossopterygii) латимерия (Latimeria chalumnae) и рептилия отряда клювоголовых (Rhynchocephalia) гаттерия (Sphenodon punctatum).

## Неоэндемики
Неоэнде́мики — это прогрессивные молодые виды или формы, возникающие на недавно изолированных территориях.
К таковым относятся эндемики Британских островов, Крыма, Байкала. Наиболее известный эндемик фауны озера Байкал — байкальская нерпа (Pusa sibirica).